# Estados alterados (álbum)
Estados alterados es el primer álbum del grupo colombiano Homónimo, publicado en 1991 por Sonolux en formato vinilo y más adelante 2001 el mismo sello lo remasterizó y publicó en CD,  la producción de este álbum debut estuvo a cargo del británico Richard Blair, mientras que la mezcla fue realizada por Víctor García.
El disco contó con 3 sencillos (El velo, Muévete, Prototipos) y un total de 14 canciones, adicionalemte El velo y Muévete contaron con videoclips que lograron rotación en la cadena MTV. Es considerado uno de los álbumes más importantes en la historia moderna del rock colombiano lo anterior debido a la diversidad musical marcada en sonidos casi inexplorados por grupos de la época que sería un punto de inflexión y de partida de la música electrónica; por su trascendencia sería incluido en 2007 por la revista Semana entre los 25 discos colombianos más importantes del último cuarto de siglo.
La tapa del disco tiene impreso el rostro de Carlos Guillermo Uribe - Mana quien falleció en e momento que la banda emergía en Medellín, la pista 10 lleva su nombre y contiene musicalización de un solo de batería posiblemente realizado por Mana.

## Álbum
Tras la publicación independiente de sus sencillo doble Muévete/El Velo, EA logró ser ubicado y fichado por Sonolux que patrocinaría y distribuiaria el primer álbum del grupo, el trato incluía grabar con el productor que ya traía el grupo Víctor García, curiosamente el primer trabajo de la banda se grabaría en apenas 40 horas adicionalmente este disco debut sería uno de los primeros en distribuirse en formato CD en Colombia, una gran apuesta al tratarse de un disco de Rock Electrónico. Este disco pasaría a la historia como uno de los mejores del Rock Colombiano en todos los tiempos por la propuesta única y quizás moderna (en su momento) que llevó a cabo EA, la lírica de sus letras identificó y definió una línea muy adelantada para el rock de la época y marcaría el inicio de una de las mejores bandas que ha tenido el rock latinoamericano de los últimos 30 años.

## Lista de temas
| Estados alterados |                         |          |  |
| N.º               | Título                  | Duración |  |
| 1.                | «Muévete»               | 3:35     |  |
| 2.                | «La culpa»              | 4:42     |  |
| 3.                | «Sobre ti»              | 3:47     |  |
| 4.                | «Opulencia»             | 2:54     |  |
| 5.                | «Cuando sea el momento» | 3:26     |  |
| 6.                | «Hace 100 años»         | 3:26     |  |
| 7.                | «El velo»               | 4:44     |  |
| 8.                | «Prototipos»            | 2:01     |  |
| 9.                | «Quien sabe»            | 3:14     |  |
| 10.               | «Maná»                  | 3:37     |  |
| 11.               | «Los guardianes»        | 4:31     |  |
| 12.               | «De mi mano»            | 3:41     |  |
| 13.               | «F-3»                   | 3:42     |  |
| 14.               | «Bajo la mesa»          | 3:46     |  |
| 51:06             |                         |          |  |

## Videoclips
- «Muévete»
- «El velo»

## Músicos
- Vocal – Fernando Sierra "Elvis"
- Percusión y voces adicionales – Carlos Guillermo Uribe - Mana- & Ricardo Restrepo "Ricky"
- Teclados & voces adicionales – Gabriel "Tato" Lopera
- Guitarrista invitado – Federico López: «Cuando sea el momento» & «Prototipos»